# Salvation Nell (film fra 1921)
Salvation Nell er en amerikansk stumfilm fra 1921 af Kenneth Webb.

## Medvirkende
- Pauline Starke som Nell Saunders
- Joe King som Jim Platt
- Gypsy O'Brien som Myrtle Hawes
- Edward Langford som Major Williams
- Evelyn Carter Carrington som Hallelujah
- Charles McDonald som Sid McGovern